# Арја вас
Арја вас (словен. Arja vas) је насељено место у општини Жалец, Савињска регија, Словенија.

## Историја
До територијалне реорганизације у Словенији било је у саставу старе општине Жалец.

## Становништво
У попису становништва из 2011. године, Арја вас је имало 517 становника.
| Број становника према пописима | Број становника према пописима | Број становника према пописима |
| ------------------------------ | ------------------------------ | ------------------------------ |
| 1991                           | 2002                           | 2011                           |
| 543                            | 523                            | 517                            |

## Галерија
- Арја вас пре Другог светског рата
- Арја вас 1961. године